# Нижняя Салма
Ни́жняя Са́лма (карел. Alasalmi) — старинная карельская деревня в составе Эссойльского сельского поселения Пряжинского национального района Республики Карелия.

## Общие сведения
Расположена в северной части этнического ареала карел-ливвиков, на автодороге Крошнозеро — Эссойла, на северо-западном берегу озера Вагатозеро.

## Население
Численность населения в 1905 году составляла 107 человек.
| 2002 | 2009 | 2010 | 2013 |
| ---- | ---- | ---- | ---- |
| 63   | ↘46  | ↘43  | ↗47  |

## Улицы
- ул. Заречная
- ул. Садовая
- ул. Совхозная
- ул. Шуйская